# Hvid ibis
Hvid Ibis (latin: Eudocimus albus) er en storkefugl, der lever ved kysterne i Caribien, Florida, Venezuela og Mellemamerika.